# Sophie Hermansson
Sophie Hermansson, född 7 oktober 1836 i Helsingborg, död 10 oktober 1914 i Malmö, var en svensk kvinnlig pionjär inom psykiatrisk vård.
Hermansson var dotter till regementskvartermästaren Hans Hermansson och Margaretha Grähs. Efter studier av sinnessjukvård i Norge, Danmark och Storbritannien var hon föreståndarinna vid Malmö hospital 1861–1879 och vid Lunds hospital 1879–1881. Hon öppnade 1882 och drev, i samarbete med läkare (först Constantin Brandberg och senare Thure Petrén), till 1913 Holmehus privata vårdanstalt för nerv- och sinnessjuka kvinnor vid Kärleksgatan i Södra Förstaden i Malmö. 
Holmehus hade ursprungligen tio, från 1885 tolv, platser, vilka var så kallade förstaklassplatser, det vill säga avsedda för personer av högre samhällsklass. Anstalten stängdes 1914, då Davidshallsområdet stod inför stora förändringar efter att Kockums Mekaniska Verkstads AB slutgiltigt lagt ned sin verksamhet där. Hermansson tilldelades 1881 medaljen för nit och redlighet i rikets tjänst.
Sophie Hermansson är begravd på Sankt Pauli norra kyrkogård i Malmö.